# Réseau Colibri franco-japonais des lycées
Pour les articles homonymes, voir Colibri.
Le réseau Colibri (en japonais, 日仏高等学校ネットワーク「コリブリ」, nichifutsu kôtôgakô nettowâku "Koriburi") est un réseau éducatif bilatéral entre la France et le Japon, visant à renforcer la coopération et les échanges académiques dans l'enseignement secondaire. Il organise des échanges entre lycéens français et japonais par des séjours de trois semaines en général. Des séjours de quatre mois ou 9 mois sont aussi possibles dans certaines conditions. Il ressemble à ce titre aux échanges franco-allemands du programme Voltaire. En France, cette possibilité est offerte aux lycéens apprenant le japonais auprès d'un lycée membre du réseau (pour les apprenants de LV3, seulement à partir de la classe de première).
Le réseau Colibri comprend relativement peu de lycées partenaires, avec 19 lycées du côté japonais et 16 lycées du côté français (chiffres non à jour). La dernière adhésion date de mai 2014 avec les lycées Sévigné de Cesson Sévigné (35) et Saint Laurent La Paix Notre Dame de Lagny (77), pour la France
Le coordonnateur actuel du réseau pour la France est Mme Aude Bellenger-Sugai (depuis 2013) Pour le Japon M.Shigeru Nakano, professeur de français au Lycée annexe de l'Université Waseda a succédé à Mme Otsuki en 2014.